# Districtul Mahardah
Districtul Mahardah (în arabă محردة Maḥarda) este un district (mantiqah) care aparține din punct de vedere administrativ Guvernoratului Hama, Siria. La recensământul din 2004 avea o populație de 143.953 de locuitori. Centrul administrativ al său este orașul Mahardah.

## Subdistricte
Districtul Mahardah este împărțit în trei subdistricte sau nahiyah-uri (populație conform recensământului oficial din 2004):
- Subdistrictul Mhardeh (ناحية محردة): populație 80.165.[2]
- Subdistrictul Kafr Zita (ناحية كفر زيتا): populație 39.302.[3]
- Subdistrictul Karnaz (ناحية كرناز): populație 25.039.[4]